# Love (álbum de Flipper)
Love es el cuarto álbum de estudio de la banda de punk oriunda de San Francisco, Flipper. La placa fue lanzada tras 16 años del último álbum de estudio de la banda, American Grafishy, el cual se publicó en 1993. Love es el único disco de estudio de Flipper que cuenta con el bajista, Krist Novoselic — ex Nirvana — las sesiones tuvieron lugar en los estudios Murky Slough, propiedad de Novoselic's en Washington.
El álbum ha sido presentado como un "gemelo malvado" que acompaña al siguiente álbum en vivo, Fight, el cual fue registrado en una presentación de la banda en Seattle, Washington y en Portland, Oregón. Jack Endino grabó y produjo ambos álbumes. Las dos placas fueron relanzadas en CD y en Descarga digital el 19 de mayo de 2009, el álbum también está disponible en Streaming.
La fuente de letra que tiene el arte de portada se encuentran disponibles libremente en Internet bajo el nombre de "Crass" es muy similar al que utilizaba en sus discos la banda Crass.

## Lista de canciones
Todas las canciones escritas por Bruce Loose, Ted Falconi, Krist Novoselic y Steve DePace.
| N.º   | Título               | Duración |  |
| 1.    | «Be Good, Child!»    | 1:42     |  |
| 2.    | «Learn to Live»      | 3:03     |  |
| 3.    | «Only One Answer»    | 6:14     |  |
| 4.    | «Live Real»          | 2:35     |  |
| 5.    | «Triple Mass»        | 2:40     |  |
| 6.    | «Love Fight»         | 4:50     |  |
| 7.    | «Transparent Blame»  | 2:25     |  |
| 8.    | «Why Can't You See?» | 6:32     |  |
| 9.    | «Night Falls»        | 3:29     |  |
| 10.   | «Old Graves»         | 8:51     |  |
| 42:25 |                      |          |  |

## Músicos y personal
Flipper
- Bruce Loose - voz
- Ted Falconi - guitarra
- Krist Novoselic - bajo
- Steve DePace - batería

Personal de producción
- Jack Endino - ingeniero, productor